# هنري دودويل
هنري دودويل (بالإنجليزية: Henry Herbert Dodwell)‏ (وُلِدَ عامَ 1879م - وفاتُهُ 1946م) باحثٌ ومؤرخٌ إنجليزي، وتَلقَّى تعليمَهُ في مَدرسةِ التايمز النَّحْويَّة، ثُم في كُليةِ سانت جونز في أكسفورد. بَيْنَ عامَيْ 1922 و1946م اشتغلَ بتدريسِ «تاريخِ المستعمراتِ البريطانيةِ في آسيا» بمَدرسةِ الدراساتِ الشَّرقيةِ والأفريقيَّة (جامعة لندن حاليًّا).

## من مؤلفاته
```
له عددٌ مِنَ المُؤلَّفاتِ التاريخية، أَهمُّها:
```

- كتاب: «تاريخُ الهِند».
- كتاب: «الاتِّجاهُ السِّياسيُّ لمِصرَ في عَهدِ مُحمَّد علي مُؤسِّسِ مِصرَ الحديثة».